# Perturbation (astronomie)
 (février 2021).
Si vous disposez d'ouvrages ou d'articles de référence ou si vous connaissez des sites web de qualité traitant du thème abordé ici, merci de compléter l'article en donnant les références utiles à sa vérifiabilité et en les liant à la section « Notes et références ».
Perturbation est un terme utilisé en astronomie en relation avec la description du mouvement complexe d'un objet massif soumis aux effets gravitationnels significatifs de plus d'un autre objet massif.

## Notion
Un tel mouvement complexe peut être décomposé schématiquement en composantes. Premièrement, il y a le mouvement hypothétique que le corps suivrait, s'il se déplaçait sous l'effet gravitationnel de l'autre corps seulement. Exprimé en d'autres termes, un tel mouvement peut être vu comme une solution du problème à deux corps, ou d'une orbite képlérienne non perturbée. Ensuite, les différences entre le mouvement non perturbé hypothétique et le mouvement réel du corps peuvent être décrites comme des perturbations, dues aux effets gravitationnels supplémentaires du ou des corps supplémentaires. S'il n'y a qu'un autre corps significatif, alors le mouvement perturbé est une solution du problème à trois corps ; s'il y a plus d'un corps significatif, le mouvement représente un cas du problème à n corps.
Newton à l'époque où il formulait ses lois du mouvement et de la gravitation reconnaissait déjà l'existence des perturbations et les difficultés multiples de leur calcul. Depuis l'époque de Newton, plusieurs techniques ont été développées pour l'analyse mathématique des perturbations ; celles-ci peuvent être divisées en deux grandes classes, les perturbations générales et les perturbations spéciales. Dans les méthodes d'analyse des perturbations générales, les équations différentielles générales du mouvement sont résolues, habituellement par des approximations en séries, pour fournir un résultat exprimé généralement en termes de fonctions algébriques et trigonométriques, qui peut être ensuite appliqué à de nombreux jeux de conditions initiales. Historiquement, les perturbations générales ont été étudiées en premier. Dans les méthodes des perturbations spéciales, des jeux de données, représentant les valeurs des positions, vitesses et accélérations des corps étudiés, sont utilisés en entrée de l'intégration numérique des équations différentielles.
La plupart des systèmes qui mettent en jeu des attractions gravitationnelles multiples ont un corps primaire qui peut être considéré comme dominant pour ses effets gravitationnels (par exemple, une étoile, dans le cas d'une étoile et de sa planète, ou une planète, dans le cas d'une planète et de son satellite). Alors, les autres effets gravitationnels peuvent être traités comme causant des perturbations du mouvement non perturbé hypothétique de la planète, ou du satellite, autour de son corps primaire.
Dans le Système solaire, la majorité de perturbations sont faites de composantes périodiques, de sorte que les corps perturbés suivent des orbites qui sont périodiques ou quasi périodiques sur de longues périodes de temps – par exemple la Lune dans son orbite fortement perturbée, qui est le sujet de la théorie lunaire.
Les planètes causent des perturbations périodiques dans les orbites des autres planètes, un fait qui conduisit à la découverte de Neptune en 1846, en conséquence de ses perturbations de l'orbite d'Uranus.
Les perturbations mutuelles des planètes causent des variations quasi périodiques à long terme de leurs éléments orbitaux. Vénus a actuellement l'orbite avec l'excentricité la plus faible, c'est-à-dire la plus circulaire, de toutes les orbites planétaires. Dans 25000 ans, la Terre aura une orbite plus circulaire (moins excentrique) que Vénus.

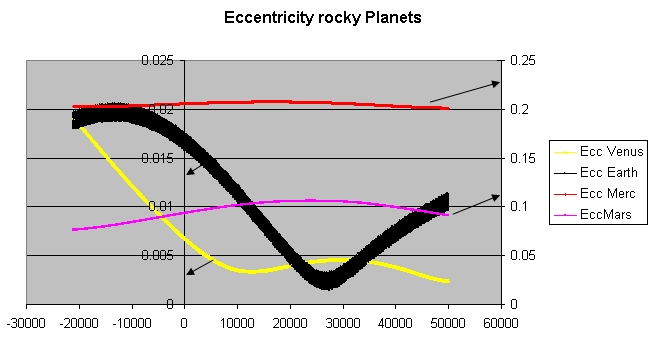
Gravity Simulator Graphique de la variation de l'excentricité orbitale de Mercure, de Vénus, de la Terre, et de Mars sur les 50000 prochaines années. Le point 0 de ce graphique est l'année 2007.

Les orbites de beaucoup de petits corps du Système Solaire, tels que les comètes, sont souvent fortement perturbées, principalement par les champs gravitationnels des géantes gazeuses. Alors que beaucoup de ces perturbations sont périodiques, d'autres ne le sont pas, et celles-ci en particulier peuvent donner des mouvements chaotiques. Par exemple, en avril 1996, l'influence gravitationnelle de Jupiter réduisit la période orbitale de la Comète Hale-Bopp de 4206 à 2380 années, un changement qui ne s'annulera pas sur aucune base périodique.
En astrodynamique et dans le cas des satellites artificiels, les perturbations orbitales peuvent être la conséquence de la traînée atmosphérique ou de la pression de radiation solaire.